# Meteorus kurokoi
Meteorus kurokoi är en stekelart som beskrevs av Maeto 1989. Meteorus kurokoi ingår i släktet Meteorus och familjen bracksteklar. Inga underarter finns listade i Catalogue of Life.